# Willem Hendrik Bogaardt
Willem Hendrik Bogaardt (Soerabaja (Ned.-Indië), 19 februari 1862 - Breda, 14 november 1918) was een Nederlands ambtenaar en politicus voor de Algemeene Bond/RKSP.
Willem Hendrik werd in 1862 geboren in Nederlands-Indië een gezin met acht kinderen van Charles Willem Bogaardt en zijn vrouw Elize Albertine Tremio. Hij voltooide de Hogere Burgerschool te Semarang en ging in 1882 voor de Post- en telegraafsdienst in Nederlands-Indië werken. Hij klom binnen de organisatie snel op tot adjunct-inspecteur (1884) en inspecteur (1893). In die functies reisde hij heel Nederlands-Indië door, en hield hij zich bezig met het herstel van de telegraafkabels. In 1889 trouwde hij in Amsterdam met Josephine Antoinette Holdert - ze zouden twee zoons en twee dochters krijgen.
In 1905 versloeg hij bij tussentijdse verkiezingen de Rooms-Katholiek Ingenbousz in het kiesdistrict Breda en in februari 1906 werd hij vervolgens lid van de Tweede Kamer der Staten-Generaal - hij zou tot zijn overlijden in 1918 Kamerlid blijven. In 1909 verhuisde hij uiteindelijk definitief naar Nederland, en vestigde hij zich in Breda.
In de Kamer was Bogaardt een van de Indische specialisten van de katholieken. In 1912 behoorde Bogaardt tot een minderheid van de Katholieken die tegen een begrotingswijziging ten behoeve van de bouw van een pantserschip stemde; een stemming die leidde tot het aftreden van Minister van Marine Jan Wentholt. In 1915 stemde hij voor een motie-Albarda over de staatsexploitatie van de olievelden in Djambi. In 1916 behoorde hij tot de minderheid van zijn fractie die voor een motie stemde waarin de koppeling van een pensioenbelasting en een ouderdomspensioen werd afgewezen.
Van 1915 tot zijn overlijden was hij naast zijn Kamerlidmaatschap ook nog lid van de gemeenteraad van Breda. Ook was hij actief binnen de Katholieke gemeenschap; zo was hij voorzitter diocesaan en plaatselijk comité van de Katholieke Sociale Actie te Breda, voorzitter van de Indische Missievereniging en voorzitter van de Centrale Raad van de Katholieke Sociale Actie (vanaf 1911). Omstreeks 1914 was hij bestuurder van de Anti-Opiumbond. In 1918 overleed Bogaardt aan de Spaanse griep.